# Apomarsupella verrucosa
Apomarsupella verrucosa är en bladmossart som först beskrevs av W.E.Nicholson, och fick sitt nu gällande namn av Vána. Apomarsupella verrucosa ingår i släktet Apomarsupella och familjen Gymnomitriaceae. Inga underarter finns listade i Catalogue of Life.